# Nikodémusz Elli
Nikodémusz Elli (Somlyó Györgyné) (Nagyszentmiklós, 1923. február 27. – Budapest, 1989. szeptember 24.) műfordító.

## Életpályája
A budapesti tudományegyetemen szerzett orosz nyelv- és irodalom szakon tanári diplomát. 1957-ben az Európa Könyvkiadóhoz került, mint felelős szerkesztő.
A modern szovjet irodalom alkotásait fordította, a legtöbbet V. Panova és E. Kazakevics regényeiből. Magyarul tolmácsolta Nâzım Hikmet török költő orosz nyelven megjelent drámáit. Antológiákat szerkesztett az Európa Zsebkönyvek sorozatban. Válogatásában és szerkesztésében jelent meg a Rothschild hegedűje című antológia (1983).

## Művei
- Az író és az élet. Szovjet írók a fiatalokhoz (válogatás, 1951)
- A visszhang titka. Szovjet írók új elbeszélései (válogatás, 1963)
- A talizmán. Szovjet írók új elbeszélései (válogatás, 1964)
- A vadóc. Szovjet írók új elbeszélései (válogazás, 1965)
- Ketten a lámpa alatt. Szovjet írók új elbeszélései (válogatás, 1967)
- Szülj nekem három fiút. Szovjet írók új elbeszélései (válogatás, 1969)
- Galambvadászat. Mai szovjet elbeszélők (válogatás, 1971)
- Tengeri szél. Szovjet írók új elbeszélései (válogatás, 1973)
- Égszínű fátyol. Szovjet írók elbeszélései (válogatás, 1975)
- Téli tölgy. Szovjet-orosz írók elbeszélései 1940-1970 (válogatás, 1975)

## Műfordításai
- Jevgenyij Lvovics Svarc: Elsőosztályosok (ifjúsági regény, 1949)
- Alekszandr Avgyejenko: Szeretek (regény, 1950)
- Borisz Gorbatov: Az apák ifjúsága (dráma, 1952)
- N. N. Noszov: Miska meg én (ifjúsági elbeszélések, 1954)
- Galina Nyikolajeva: A kis jámbor (elbeszélés, 1955)
- Nâzım Hikmet: Legenda a szerelemről (dráma, Somlyó Györggyel, 1956)
- N. N. Noszov: A csuszka (mesék, 1956)
- Vera F. Panova: Messzi utca (regény, 1957)
- L. Pantelejev: Az erdőben. A becsületszó (elbeszélés, Zsombor Jánossal, 1957)
- Szergej Vlagyimirovics Obrazcov: Ezt láttam Londonban (1958)
- Gabit Muszrepov: Ketten a tűzvonalban (regény, 1959)
- Vera F. Panova: Szentimentális regény (regény, 1959)
- Alekszandr Andrejev: Életre születtünk (regény, 1960)
- Vlagyimir O. Bogomolov: Titkos küldetés (ifjúsági regény, 1960)
- V. Melentyev: Mi volt - holnap? (fantasztikus ifjúsági regény, 1960)
- Vera F. Panova: Kisüt a Nap (elbeszélések, 1960)
- Emmanuil G. Kazakevics: Csillag. Napvilágnál (kisregények, 1963)
- Emmanuil G. Kazakevics: A kék füzet (regényes életrajz, 1963)
- Emmanuil G. Kazakevics: Vendégség (elbeszélések, 1963)
- Anatolij Tyihonovics Glagyilin: Örök küldetés (kisregények, 1964)
- Vera F. Panova: Ha majd visszatérsz (elbeszélések, Budapest-Ungvár, 1965)
- Julian Szemjonovics Szemjonov: Jégmezők felett (regény, Budapest-Ungvár, 1966)
- Vera F. Panova: Szállnak az évek (dráma; Pozsony, 1967)
- Vera F. Panova: Útitársak (regény, 1967)
- Juhan Smuul: Az ezredes özvegye, avagy Az orvosok nem tudnak semmit (dráma, 1967)
- Vlagyimir Grigorjevics Szutyejev: Vidám történetek, mesék (Szamek Gyulával, Zsombor Jánossal, Budapest-Ungvár, 1968)
- J. Rythéu: Amikor a bálnák elmennek. Mai legenda (Budapest-Bratislava, 1978)
- A. A. Vajner: Sötétben tapogatózva (bűnügyi regény, 1979)
- Anatolij Naumovics Ribakov: Nehéz homok (regény, Budapest-Uzsgorod, 1981)
- I. Grekova: A tanszék (kisregény, 1981)
- Nadezhda Kozevnikova: Szép Heléna (1984)
- Vera F. Panova: Hány óra van? Téléji álom (1984)
- Viktorija Tokareva: Az úszómester (elbeszélés, 1984)
- G. V. Semënov: Városi tájkép (regény, 1985)
- Valerij Vladimirovič Medvedev: Barankin különös kalandjai (fantasztikus ifjúsági regény, Uzsgorod-Pozsony-Budapest, 1986)
- Anatolij Naumovics Ribakov: Az Arbat gyermekei (regény, 1988)
- Szergej Vlagyimirovics Obrazcov: Az emlékezet lépcsőfokain (1988)
- Izrail Metter: Jégkéreg (kisregény, 1988)

## Díjai
- Áprily Lajos-díj (1983)[2]